# Jacques Rougeot
Pour les articles homonymes, voir Rougeot.
Jacques Rougeot, né le 13 juin 1938 à Échirolles et mort le 19 juillet 2021 à Paris, est un critique littéraire et militant politique français.

## Biographie

### Carrière
Docteur ès lettres (1978), professeur émérite de langue française à l'université Paris Sorbonne-Paris IV, il fut l'un des fondateurs et le président du comité d'honneur de l'Union nationale inter-universitaire. Il était aussi un des fondateurs du Mouvement initiative et liberté dont il a été le premier président.
Dans les années 1980, il écrit dans la revue du Club de l'horloge, Contrepoint, groupe auquel il a par ailleurs appartenu.
Il a dirigé quelque temps la « thèse de Nantes » d'Henri Roques, soutenue en 1985 puis annulée en 1986, avant d'être remplacé par Jean-Claude Rivière.

### Mort
Il meurt à l'âge de 83 ans le 19 juillet 2021 à Paris,. Ses obsèques se tiennent dans la matinée du 27 juillet en l'église Saint-Pierre de Neuilly-sur-Seine.

## Publications
- La Contre-Offensive, Paris, La Pensée universelle, 1974, 159 p. (BNF 34564317).
- Socialisme à responsabilité limitée : le roi est nu, Paris, France-Empire, 1981, 190 p. (BNF 34654356).
- La Voie droite, Paris, Union nationale inter-universitaire, 1989, 31 p. (ISBN 2-905086-21-1).
- UNI : 40 ans de combats, 40 affiches, Paris, Union nationale inter-universitaire, 2009, 100 p. (ISBN 978-2-9533575-0-9).
- Ah ! Laissez-nous respirer ! : contre la censure des bien-pensants, Paris, chez l'auteur, 2010, 84 p. (ISBN 978-2-8106-0324-4).